# زویی تام
زوئی تام هوی کی (متولد ۱۰ اکتبر ۱۹۸۱) بازیگر، خواننده و مجری تلویزیونی هنگ کنگی است که در حال حاضر تحت مدیریت تی‌وی‌بی است. او به عنوان یک خواننده در ژاپن شروع به کار کرد. او می‌تواند به زبان‌های کانتونی، ماندارین، انگلیسی و ژاپنی مکالمه کند.
زوئی تام در ۱۰ اکتبر ۱۹۸۱ در هنگ کنگ به دنیا آمد. او سومین فرزند یک خانواده چهار دختره است. خواهر بزرگتر او، نیکول تام (譚凱欣)، یک مدل و هنرمند سابق است که اکنون با جیسون چو (朱永棠) ازدواج کرده است، که بیشتر به خاطر نقش او در فیلم اصلی "جوان و خطرناک" به یاد می‌آید.